# The Makemakes
The Makemakes sunt o trupă pop-rock, fiind formată din Dominic "Dodo" Muhrer, Markus Christ și Florian Meindl. Vor reprezenta Austria la Concursul Muzical Eurovision 2015 cu melodia "I Am Yours" (Sunt al tău).

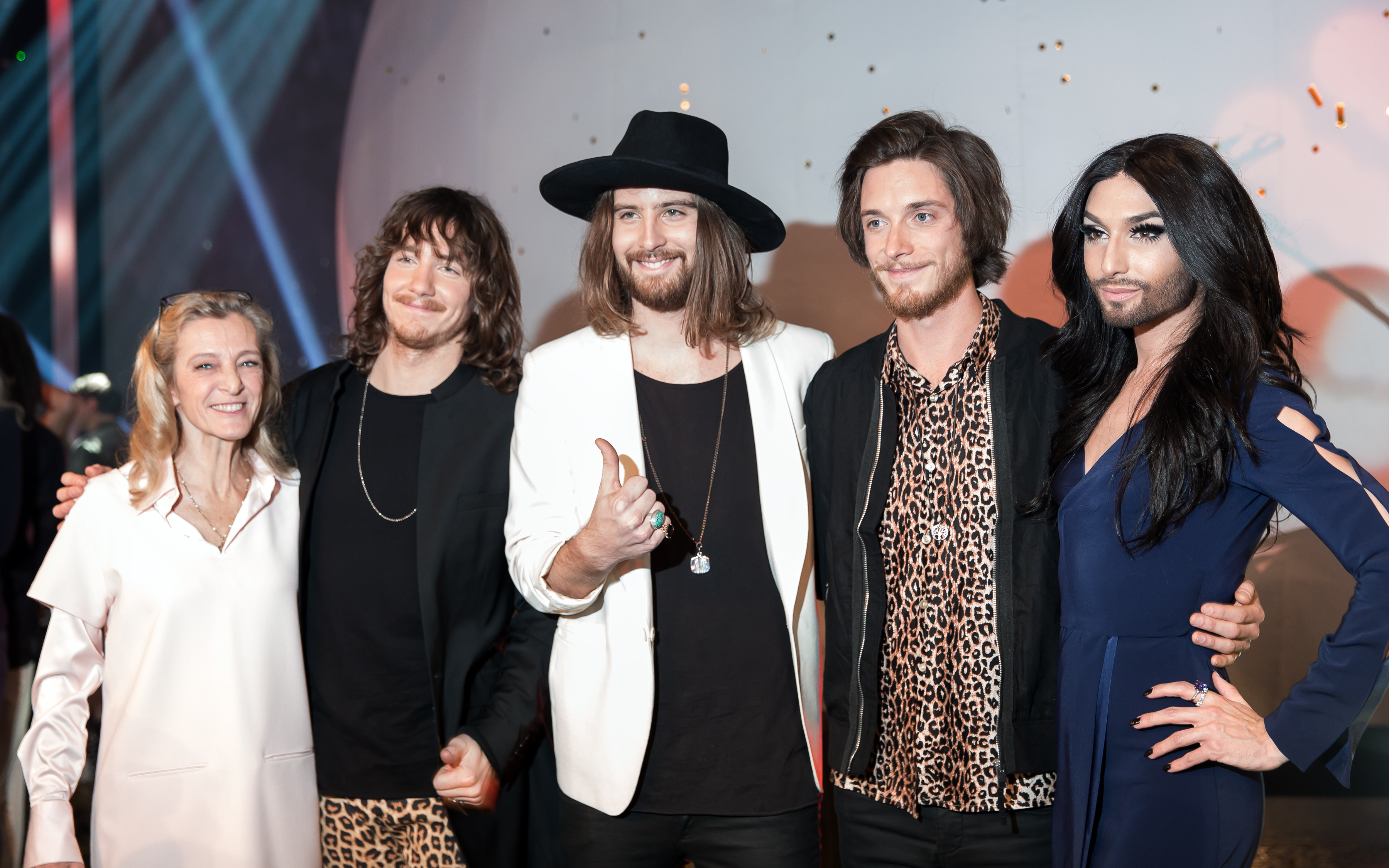
The Makemakes & Conchita Wurst

## Carieră

### 2012–2014: Debutul
Pe 15 iunie 2012, trupa a lansat primul lor single, "The Lovercall". Melodia a ajuns repede pe locul 6 în topurile radiourilor din Austria. Pe 15 aprilie 2014 au lansat "Million Euro Smile", melodie ce a urcat pana pe locul al doilea in topuri.

### 2015: Concursul Muzical Eurovision
Pe 13 martie 2015 The Makemakes au fost desemnați să reprezinte Austria la Concursul Muzical Eurovision 2015 cu melodia "I Am Yours". Austria este automat în finala din data de 23 mai 2015.

### Melodii
| An   | Titlu                | Locul atins în topuri | Album              |
| An   | Titlu                | AUT                   | Album              |
| ---- | -------------------- | --------------------- | ------------------ |
| 2012 | "The Lovercall"      | 6                     | Melodii fără album |
| 2014 | "Million Euro Smile" | 2                     | Melodii fără album |
| 2015 | "I Am Yours"         | —                     | Melodii fără album |

### Melodii promoționale
| An   | Titlu      | Album              |
| ---- | ---------- | ------------------ |
| 2015 | "Big Bang" | Melodie fără album |